# Erannis luxuriaria
Erannis luxuriaria là một loài bướm đêm trong họ Geometridae.